# La stanza dei bambini
La stanza dei bambini (in russo Детская?) è un ciclo di canzoni per voce e pianoforte composto da Modest Petrovič Musorgskij su testi propri.

## Storia della composizione
Il ciclo è diviso in due serie. La prima serie di cinque canzoni fu composta tra il 1868 ed il 1870 e fu pubblicata da Bessel nel 1871. Musorgkij successivamente progettò una seconda serie di quattro canzoni, intitolata На даче (Nella dacia), ma ne scrisse solo due nel 1872. Le due canzoni superstiti della seconda serie e le cinque della prima serie furono pubblicate insieme in una nuova edizione intitolata Enfantines, a cura di Nikolaj Rimskij-Korsakov, con le traduzioni dei testi in francese e tedesco, nel 1908 da Bessel.

## Struttura della composizione
| Serie                   | Titolo            | Traduzione                 | Data       | Dedica                     |
| ----------------------- | ----------------- | -------------------------- | ---------- | -------------------------- |
| La stanza dei bambini 1 | С няней           | Con la balia               | 26-04-1868 | Aleksandr Dargomyžskij     |
| La stanza dei bambini 2 | В углу            | Nell'angolo                | 30-091870  | Viktor Hartmann            |
| La stanza dei bambini 3 | Жук               | Lo scarabeo                | 18-10-1870 | Vladimir Stasov            |
| La stanza dei bambini 4 | С куклой          | Con la bambola             | 18-12-1870 | Tanjuška e Goga Musorgskij |
| La stanza dei bambini 5 | На сон грядущий   | All'ora di dormire         | 18-12-1870 | Saša Kjui                  |
| Nella dacia 1           | Поехал на палочке | Corsa sul cavallo di legno | 14-09-1872 |                            |
| Nella dacia 2           | Кот Матрос        | Il gatto Matros            | 15-08-1872 |                            |
| Nella dacia 3           | Сон               | Sogno                      | Progettata |                            |
| Nella dacia 4           | [Sconosciuto]     | [Sconosciuto]              | Progettata |                            |

### Prima serie:La stanza dei bambini
1. Con la balia (si bemolle maggiore)
Un bambino implora la balia di raccontargli delle fiabe, la prima di un terribile orco che porta i bambini cattivi nella foresta per divorarli, la seconda di uno zar ed una zarina che vivono in un ricco palazzo sul mare.
2. Nell'angolo (fa maggiore)
La balia rimprovera Mišenka per aver rovinato il suo lavoro a maglia e lo manda all'angolo.
3. Lo scarabeo (fa maggiore)
Un bambino racconta alla sua balia l'incontro con un grosso scarabeo.
4. Con la bambola (la bemolle maggiore)
Una bambina canta una ninna-nanna alla sua bambola.
5. All'ora di dormire (la bemolle maggiore)
Una bambina recita le sue preghiere.

### Seconda serie:Nella dacia
1. Corsa sul cavallo di legno (re bemolle maggiore)
Un bambino che racconta il suo viaggio immaginario a Jukki su un cavallo a dondolo cade, si fa male e riprende il suo viaggio.
2. Il gatto Matros (la maggiore)
Una bambina respinge il tentativo del gatto Matros ("marinaio") di acchiappare il canarino di famiglia.
3. Sogno
Il sogno fantastico di un bambino
4. [Sconosciuto]
Un litigio tra due bambini